# Octave de Bauvan
Octave de Bauvan, né en 1787 ou 1791, est un personnage de La Comédie humaine créé par Honoré de Balzac.
Magistrat intègre, il occupe en 1824 une des plus hautes fonctions de la magistrature. Il est aussi ministre d'État et jouit de la confiance de Marie-Thérèse, dauphine de France.
A vingt-six ans, il épouse Honorine de Bauvan, qui fuit le domicile conjugal. Cette riche et belle jeune fille a été élevée par les parents d'Octave dont elle est la pupille. Octave de Bauvan sera alors obsédé par l'idée de reconquérir sa femme. Il arrive à la ramener à la maison, dans le superbe hôtel particulier rue du Faubourg-Saint-Honoré. Octave possède aussi un autre hôtel particulier de la famille Bauvan, rue Payenne. Mais Honorine dépérit dès son retour et meurt en lui laissant un fils (voir Honorine).
Dans Splendeurs et misères des courtisanes, en 1830, il est président de chambre de la Cour de cassation. Il introduit madame de Sérisy chez le juge Granville pour plaider la cause de Lucien de Rubempré. Il s'efforce, avec monsieur de Granville et monsieur de Sérisy, d'empêcher le jugement de Lucien pour crime. Après le suicide du jeune homme, il suit son enterrement.
En 1836, il part en Italie et il s'arrête à Gênes pour confier à monsieur de l'Hostal la tutelle de son jeune fils.